# Katamaran Typ KP-2
Der Katamaran Typ KP-2 (polnisch Katamarany Pasażerskie 2, Passagierkatamaran 2) ist ein Schiffstyp von zehn als Katamaran konzipierten Tagesausflugsschiffen. Sie wurden von 1979 bis 1994 auf der Stocznia Wisła in Danzig gebaut.
Ursprünglich sollte die Serie aus fünf von der Danziger Reederei Żegluga Gdańska bestellten Einheiten für den Linienverkehr auf der Danziger Bucht bestehen, die in den Jahren von 1980 bis 1984 ausgeliefert werden sollten. Die finanziellen Probleme der Kundin führten dazu, dass die Erstbestellung auf drei Einheiten beschränkt wurde. Die fast fertiggestellte vierte Einheit verblieb auf der Werft.
In der Zwischenzeit bekundeten Reeder aus der Sowjetunion Interesse und kauften drei Einheiten für den Einsatz auf den Schwarzmeer-Kreuzfahrtrouten. Der Auftrag beinhaltete eine Vertragsverlängerung, die in den folgenden Jahren drei weitere Schiffe zur Folge hatte. Schließlich wurde 1994 die vierte im Bau befindliche Einheit fertiggestellt und nach Nigeria verkauft.

## Schiffe

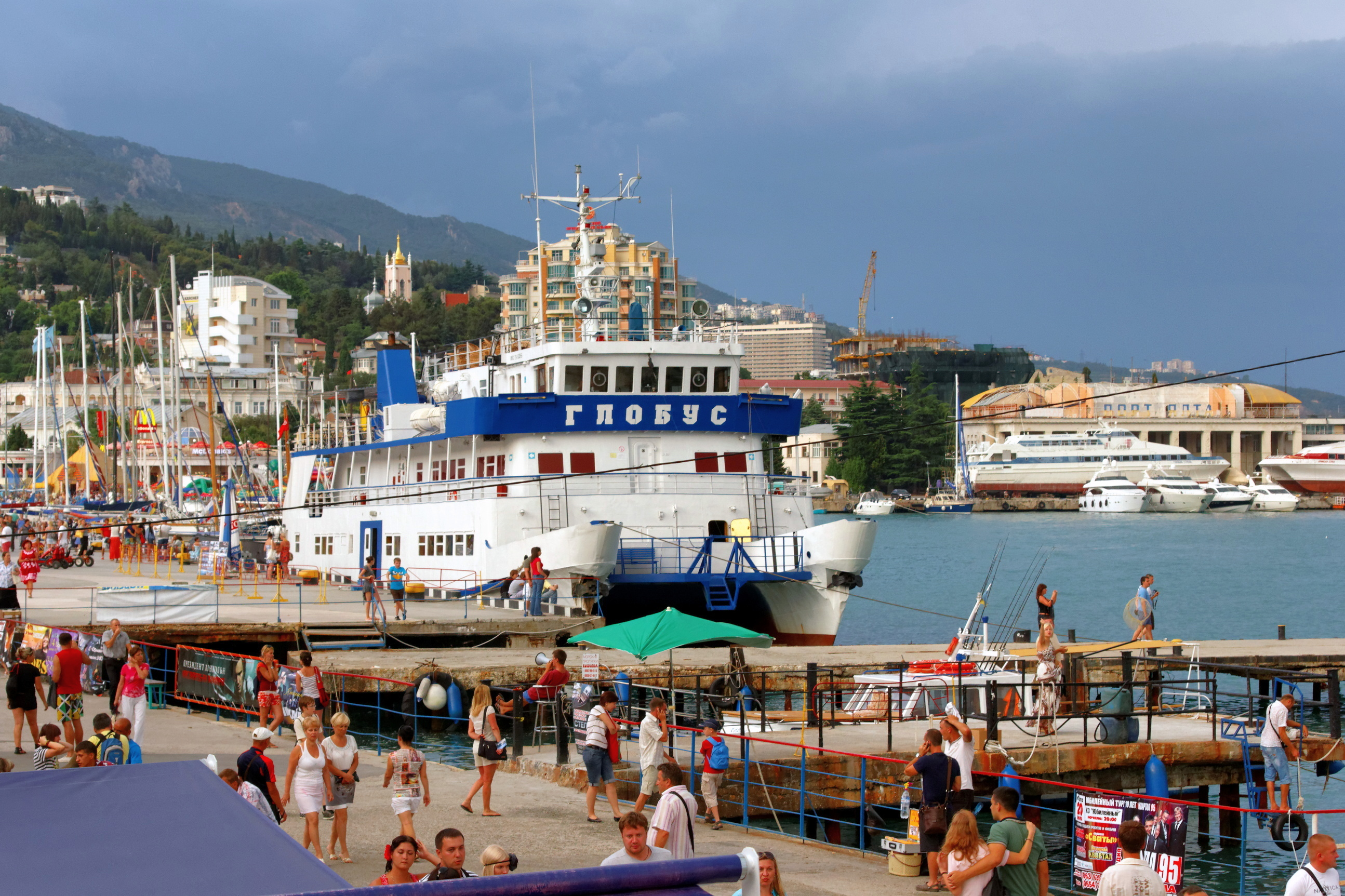
Die ukrainische Globus, 2012

Aktuell fahren vier Einheiten für die Żegluga Gdańska: Agat, Onyx, Opal und Rubin. Ein weiteres Schiff Jantar (ex «Аннон Лахт», «Лийви Лахт» bzw. Liivi Laht) ist für die Kołobrzeska Żegluga Pasażerska in Kołobrzeg (Kolberg) in Fahrt. 
Im Ausland sind «Сапфир» (Sapfir) und «Дагомыс» (Dagomys) unter russischer Flagge in Fahrt, «Глобус» (Globus) ist ein ukrainisches Forschungsschiff und «Хаджибей» (Khadzhibey) ist in Odessa bereedert.
Die gambische Cambi Bolong mit Heimathafen in Banjul wurde 1994 fertiggestellt, elf Jahre nach der Kiellegung. Ausgeliefert wurde sie als Odoragushin an Nigerdock in Lagos. Zum zehnjährigen Jubiläum von Nigerdock erschien sie 1996 auf einer Briefmarke, allerdings mit wegretuschierter Brücke. In Gambia befördert sie 300 Passagiere der ersten Klasse auf dem Fluss Gambia.